# Ulric Gustaf Franc
Ulric Gustaf Franc, född 16 april 1736, död 23 maj 1811 i Stockholm, var en svensk ämbetsman. Han var sonson till Peder Franc och bror till Evert August Franc.

## Bakgrund
Ulric Gustaf Franc blev 1758 kopist och 1760 kanslist i kungliga kansliet och utrikesexpeditionen, 1762 legationssekreterare i Haag, 1773 förste sekreterare i Presidentkontoret, 1776 presidentsekreterare, 1787 statssekreterare och 1791 överpostdirektör. Året därpå blev han ledamot av Vetenskapsakademien.
Gustav III hade stort förtroende för Franc, som fick åtfölja kungen på dennes resor till Finland 1775, till Sankt Petersburg 1777, till Aachen 1780 samt till Italien och Frankrike 1783–1784. Då Johan Gabriel Oxenstierna 1789 nedlade sin befattning med utrikesärendena blev Franc hans efterträdare och näst kungen den egentlige ledaren av utrikespolitiken. Då Riksens råd avskaffades 1789 blev Franc såsom statssekreterare självskriven ledamot av Rikets allmänna ärendens beredning.
Under kungens utländska resa 1791 hade Franc en plats i den tillförordnade regeringen, och genom honom och Gustaf Mauritz Armfelt gick förbundsunderhandlingarna med Ryssland samma år. När efter kungens död Gustav Adolf Reuterholm, som tillhört kungens ovänner, kom till makten, avlägsnades Franc från all handläggning av ministeriella ärenden. Genom sin brevväxling med Armfelt, vars korrespondens med svenska vänner gick under Francs kuvert, blev han invecklad i rättegången mot denne. På grund av hans utomordentliga försiktighet kunde man dock ej fälla honom, utan det hemställdes endast, att han måtte dömas till ansvar för missbruk av sin fribrevsrättighet vid befordrande av Armfelts brevväxling med Johan Albrecht Ehrenström och Magdalena Rudenschöld. Utslaget blev, att han, i händelse Kungl. Maj:t så funne för gott, särskilt skulle tilltalas för ämbetsfel. Han avskedades 1794 från sin befattning såsom överpostdirektör, men återfick den 1797. År 1809 tog han avsked från detta ämbete.